# Iharkutosuchus
Iharkutosuchus (nombre que significa "cocodrilo de Iharkút", por el sitio en que fue hallado) es un género extinto de crocodiliforme eusuquio basal. Sus fósiles se han encontrado en la Formación Csehbánya en los Montes Bakony del oeste de Hungría, la cual data de la época del Santoniense (Cretácico Superior). El espécimen holotipo es MTM 2006.52.1, un cráneo casi completo, además se conocen varios cráneos parciales, huesos del cráneo aislados, y numerosos dientes. Iharkutosuchus era un crocodiliforme pequeño, la longitud del cráneo era de 11.1 centímetros, y se estima que el largo del cuerpo entero era de 80 centímetros. Su cráneo era bajo, y el hocico era corto. Iharkutosuchus es inusual por su heterodoncia: algunos de sus dientes eran complejos y con varias cúspides, al igual que los dientes de los mamíferos. La estructura del cráneo indica que podía moler la comida con una mandíbula móvil, y esto unido a los dientes sugiere que tenía una dieta consistente en materia vegetal fibrosa.

## Clasificación
El género fue descrito en 2007 por Attila Ősi y colaboradores. La especie tipo es I. makadii, nombrada en honor de László Makádi. Un estudio filogenético publicado en 2011 determinó que Iharkutosuchus era un miembro de la familia Hylaeochampsidae, un grupo de eusuquios basales, tal como se muestra en el cladograma a continuación:

|  | Iharkutosuchus†                                                                              |
|  |                                                                                              |
|  | \| \| Pietraroiasuchus ormezzanoi† \| \| \| \| \| \| Pachycheilosuchus trinquei† \| \| \| \| |
|  |                                                                                              |
|  | Pietraroiasuchus ormezzanoi†                                                                 |
|  |                                                                                              |
|  | Pachycheilosuchus trinquei†                                                                  |
|  |                                                                                              |

|  | Pietraroiasuchus ormezzanoi† |
|  |                              |
|  | Pachycheilosuchus trinquei†  |
|  |                              |

|  | Iharkutosuchus†                                                                              |
|  |                                                                                              |
|  | \| \| Pietraroiasuchus ormezzanoi† \| \| \| \| \| \| Pachycheilosuchus trinquei† \| \| \| \| |
|  |                                                                                              |
|  | Pietraroiasuchus ormezzanoi†                                                                 |
|  |                                                                                              |
|  | Pachycheilosuchus trinquei†                                                                  |
|  |                                                                                              |

|  | Pietraroiasuchus ormezzanoi† |
|  |                              |
|  | Pachycheilosuchus trinquei†  |
|  |                              |

|  | Iharkutosuchus†                                                                              |
|  |                                                                                              |
|  | \| \| Pietraroiasuchus ormezzanoi† \| \| \| \| \| \| Pachycheilosuchus trinquei† \| \| \| \| |
|  |                                                                                              |
|  | Pietraroiasuchus ormezzanoi†                                                                 |
|  |                                                                                              |
|  | Pachycheilosuchus trinquei†                                                                  |
|  |                                                                                              |

|  | Pietraroiasuchus ormezzanoi† |
|  |                              |
|  | Pachycheilosuchus trinquei†  |
|  |                              |

|  | Iharkutosuchus†                                                                              |
|  |                                                                                              |
|  | \| \| Pietraroiasuchus ormezzanoi† \| \| \| \| \| \| Pachycheilosuchus trinquei† \| \| \| \| |
|  |                                                                                              |
|  | Pietraroiasuchus ormezzanoi†                                                                 |
|  |                                                                                              |
|  | Pachycheilosuchus trinquei†                                                                  |
|  |                                                                                              |

|  | Pietraroiasuchus ormezzanoi† |
|  |                              |
|  | Pachycheilosuchus trinquei†  |
|  |                              |

|  | Iharkutosuchus†                                                                              |
|  |                                                                                              |
|  | \| \| Pietraroiasuchus ormezzanoi† \| \| \| \| \| \| Pachycheilosuchus trinquei† \| \| \| \| |
|  |                                                                                              |
|  | Pietraroiasuchus ormezzanoi†                                                                 |
|  |                                                                                              |
|  | Pachycheilosuchus trinquei†                                                                  |
|  |                                                                                              |

|  | Pietraroiasuchus ormezzanoi† |
|  |                              |
|  | Pachycheilosuchus trinquei†  |
|  |                              |

|  | Iharkutosuchus†                                                                              |
|  |                                                                                              |
|  | \| \| Pietraroiasuchus ormezzanoi† \| \| \| \| \| \| Pachycheilosuchus trinquei† \| \| \| \| |
|  |                                                                                              |
|  | Pietraroiasuchus ormezzanoi†                                                                 |
|  |                                                                                              |
|  | Pachycheilosuchus trinquei†                                                                  |
|  |                                                                                              |

|  | Pietraroiasuchus ormezzanoi† |
|  |                              |
|  | Pachycheilosuchus trinquei†  |
|  |                              |

|  | Iharkutosuchus†                                                                              |
|  |                                                                                              |
|  | \| \| Pietraroiasuchus ormezzanoi† \| \| \| \| \| \| Pachycheilosuchus trinquei† \| \| \| \| |
|  |                                                                                              |
|  | Pietraroiasuchus ormezzanoi†                                                                 |
|  |                                                                                              |
|  | Pachycheilosuchus trinquei†                                                                  |
|  |                                                                                              |

|  | Pietraroiasuchus ormezzanoi† |
|  |                              |
|  | Pachycheilosuchus trinquei†  |
|  |                              |

|  | Iharkutosuchus†                                                                              |
|  |                                                                                              |
|  | \| \| Pietraroiasuchus ormezzanoi† \| \| \| \| \| \| Pachycheilosuchus trinquei† \| \| \| \| |
|  |                                                                                              |
|  | Pietraroiasuchus ormezzanoi†                                                                 |
|  |                                                                                              |
|  | Pachycheilosuchus trinquei†                                                                  |
|  |                                                                                              |

|  | Pietraroiasuchus ormezzanoi† |
|  |                              |
|  | Pachycheilosuchus trinquei†  |
|  |                              |